# Lingua franca

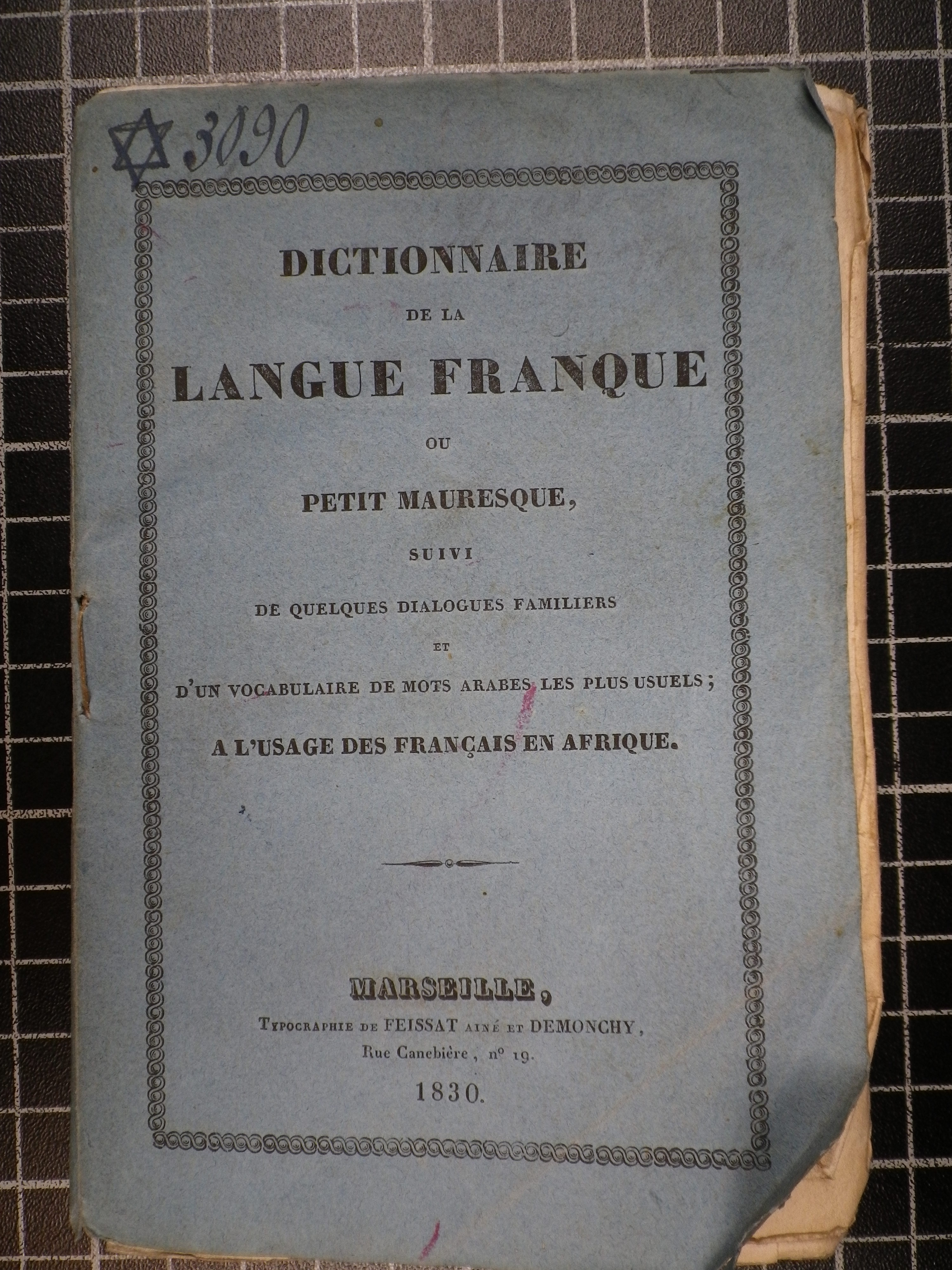
De Lingua Franca (1830). Frans was toentertijd een veelgebruikte taal in Europa.

Een lingua franca is een taal die als gemeenschappelijk communicatiemiddel wordt gebruikt tussen mensen met verschillende moedertalen. De term lingua franca wordt met name gebruikt als geen van de betrokken sprekers de betreffende taal zelf als moedertaal heeft.
In contacten tussen Nederlandstaligen enerzijds en andere Europeanen anderzijds wordt doorgaans gekozen voor 'grote' talen (talen met veel moedertaalsprekers) zoals het Engels, Duits of Frans, die steeds meer als "internationale talen" worden aangeduid.

## Lingua franca door de eeuwen heen
De term "lingua franca" werd voor het eerst gebruikt voor de Mediterrane lingua franca of Sabir, een variant van het Italiaans, die in de Middeleeuwen in het Middellandse Zeegebied als zodanig fungeerde. Lingua franca betekent letterlijk "Frankische taal" en verwijst naar de grote invloed van de Franken in West-, Midden- en Zuid-Europa sinds de dagen van Karel de Grote.
In de Middeleeuwen en tijdens de Renaissance was het Latijn de lingua franca van de wetenschappelijke gemeenschap. Deze positie begon het in de 17e eeuw te verliezen, vooral door de opkomst van het Frans, en in de eerste helft van de 19e eeuw verloor het Latijn zijn status als lingua franca geheel. Daarna werd het Frans tot ongeveer 1919 de Europese cultuur- en diplomatentaal, het Duits de taal van de wetenschap.
Na de Tweede Wereldoorlog, tot aan de val van de Berlijnse Muur, was het Russisch de lingua franca van het Oostblok.
Met name sinds de tweede helft van de 20e eeuw heeft het Engels zich ontwikkeld tot de wereldwijd meest verbreide lingua franca. Dit is deels een uitvloeisel van de economische en culturele (televisie, automatisering) dominantie van de Engelssprekende landen; deels komt het voort uit het feit dat vele landen voormalige Engelse kolonies zijn. Soms fungeert het Engels ook als neutrale taal die een gevoelige keuze tussen de inheemse talen onnodig maakt, zoals in India. Op bepaalde deelterreinen is het Engels zeer herkenbaar als lingua franca: het is de internationale taal in het (vlieg- en scheepvaart)verkeer en heeft de dominante rol van het Duits in wetenschappelijke publicaties geheel overgenomen. Onder andere in Nederland worden proefschriften zelfs veelal in het Engels geschreven. 
Voor postdiensten is het Frans nog steeds de internationale lingua franca, en in de terminologie van de muziek is het Italiaans als lingua franca vrijwel intact.

### Kleinerelinguae francae
Hoewel het Latijn een dode taal is, heeft het Kerklatijn zich (enigszins marginaal) als lingua franca kunnen handhaven in rooms-katholieke kringen, bijvoorbeeld als taal gesproken door kardinalen tijdens een pausverkiezing. Ook schreef de (protestantse) Abraham Kuyper nog in 1862 zijn dissertatie over Johannes Calvijn en Johannes a Lasco in het Latijn.
In zekere zin fungeren het Latijn en het Grieks tegenwoordig nog steeds als lingua franca. Vrijwel alle westerse talen hebben namelijk duizenden woorden eraan ontleend, vooral termen die te maken hebben met de wetenschap, techniek, en politiek, zodat deze in heel veel talen in vrijwel dezelfde vorm te vinden zijn. Voorbeelden van dergelijke woorden zijn astronomie, biologie, elektriciteit, religie, telefoon. Tegenwoordig verspreidt deze woordenschat zich als onderdeel van het Engels verder over de wereld.
Belgen en Zwitsers maken soms gebruik van het Engels als lingua franca om Nederlands/Frans/Duits te overbruggen. Zo gebruikt de website van de Belgische regering ".fgov" (als afkorting van het Engelse federal government) in haar webadres.
Een veelvoorkomend verschijnsel is dat een als lingua franca functionerende taal langzamerhand de rol als lokaal, regionaal of nationaal communicatiemiddel overneemt van kleinere talen, maar het tegenovergestelde komt evenzeer voor: als de lingua franca goed gedefinieerd is als een aparte standaard voor communicatie over de regiogrenzen heen, kunnen regionale talen soms aan belang winnen. Karakteristiek voor dit laatste is bijvoorbeeld dat het Iers, Welsh en Schots zich in Groot-Brittannië sterker konden profileren ongeveer gelijktijdig met de opkomst van het Engels als wereldwijde lingua franca vanaf de tweede helft van de twintigste eeuw. Ook was de versterking van het Limburgs in België in dezelfde periode waarschijnlijk niet denkbaar geweest, als niet eerst het Nederlands de lingua franca was geworden in Vlaanderen (door onder andere de taalwetten). Hierop kan de Voerstreek in België als uitzondering worden aangemerkt. Hier is het Limburgs wel degelijk nog steeds dé lingua franca bij uitstek, vanwege de vaak onderlinge weigering van de zowel Franstalige als Nederlandstalige bevolking om elkaars taal te spreken.
Het Lingala is een voorbeeld van een kleinere taal die tot lingua franca evolueerde. De Bangala was het Congolese volk dat de eerste inheemse soldaten leverde voor de gewapende politiemacht, bekend als Force Publique, van de Congo-Vrijstaat. Hun taal werd de voertaal van de Force Publique, ook in Belgisch-Congo en na de onafhankelijkheid, en werd zo op den duur in het noord-westelijk deel van het land als lingua franca gebruikt. In het Oosten van Congo was en is het Swahili, zoals in bijna heel Oost-Afrika, de lingua franca. Een ander voorbeeld is het Maleis in Indonesië, dat zich van lingua franca in de kustgebieden heeft ontwikkeld tot de nationale taal Bahasa Indonesia. In het precolumbiaanse Meso-Amerika diende het Nahuatl, de taal die werd gesproken door de Azteken, als lingua franca, ook onder volken die niet door de Azteken werden onderworpen. In het oosten van Zuid-Amerika vervulde het Tupi eenzelfde functie.
Talen die met grafische tekens werken, zoals Chinees, kunnen dan weer een geschreven lingua franca hebben die verschillende onderling onuitwisselbare spreektalen omvat. Voor Chinees is dat van toepassing voor zes totaal verschillende talen, die alle precies hetzelfde geschreven worden.

## Natuurlijke taalen lingua franca
Omdat een lingua franca in de regel wordt gesproken als tweede taal, zal het bijna altijd een min of meer vereenvoudigd taalsysteem zijn. De eerste Europese lingua franca, het Koinè dat sinds Alexander de Grote tot in Azië en Afrika verspreid raakte, was bijvoorbeeld een verbastering en vereenvoudiging van het Attisch Grieks. Reeds in de oudheid werd het Koinè omwille van die onzuiverheden door sommigen verketterd.
Ook een kunsttaal doet vaak dienst als lingua franca. Het bekendste voorbeeld hiervan is het Esperanto. Deze kunsttaal is zelfs oorspronkelijk ontworpen met het doel als lingua franca te dienen.
Het Standaardnederlands (vroeger Algemeen Beschaafd Nederlands genoemd), dat als lingua franca gepropageerd wordt bij alle Nederlandssprekenden, heeft vele compromissen moeten zoeken tussen de verschillende varianten van het Nederlands die als natuurlijke spreektaal voorkwamen.
Zo ook is Internationaal Engels, waarmee de lingua franca-variant van het Engels aan het begin van de 21e eeuw soms aangeduid wordt (bijvoorbeeld door softwarefabrikanten), volgens sommigen nauwelijks een "taal" te noemen, omdat het een samenraapsel is uit de meest voorkomende varianten van het Engels, maar eigenlijk door niemand gesproken of consequent geschreven wordt, en zeker niet door Engelstaligen. Het heeft daarmee nog het meeste weg van een pidgintaal.

#### Kunstmatig gestandardiseerde talen
Indien een kunstmatig gestandaardiseerde taal in conflict komt met een variant die door de taalgemeenschap gebruikt wordt (door linguïsten soms met de term "demotisch" aangeduid), dan gaan de invloeden van de demotische variant vaak zwaarder wegen, bijvoorbeeld in de Griekse varianten Katharevousa en Dimotiki: de invloed van deze laatste variant weegt zwaarder in het modern Grieks, dat in het begin van de 21e eeuw de lingua franca van alle Grieken is. Het Katharevousa heeft wel een niet te onderschatten rol gespeeld bij het homogeniseren van het Griekse schrift, dat in de 19e eeuw nog verre van uniform was.

## Koinè
"Koinè" (Gr. gemeenschappelijk[e taal]) is een minder vaak gebruikt synoniem van "lingua franca". Het woord dateert uit de tijd toen de Koinè-variant van het Grieks de lingua franca was in grote delen van het Romeinse Rijk.
In de huidige taalkunde wordt over het algemeen een lingua franca als een afgesproken contacttaal gezien, zoals de talen tijdens vergaderingen van de Verenigde Naties, terwijl een koine een taal is die min of meer toevallig door de desbetreffende gesprekspartners gedeeld wordt, zoals het Engels dat door Nederlandse toeristen tijdens vakanties (met wisselend succes) in vrijwel elk land gebruikt wordt om te communiceren met de plaatselijke bevolking.

## Trivia
Toen de geallieerden in 1918–1919 in Versailles over de vredesvoorwaarden na de Eerste Wereldoorlog discussieerden, ging dat aanvankelijk volledig in het Frans. De Britse diplomaten, vrijwel allen edellieden, spraken uitstekend Frans en waren daar trots op. In de Verenigde Staten waren er echter niet zo veel mensen die die taal goed beheersten. President Woodrow Wilson wees erop dat de VS een heel belangrijke bijdrage hadden geleverd aan de geallieerde overwinning en eiste dat het verdrag ook in het Engels zou worden gesteld.
Toen in de jaren 1920 de Volkenbond werd opgericht, werden Frans en Engels de voertalen. Een voorstel om ook het Esperanto als officiële werktaal te erkennen werd afgewezen op aandrang van Frankrijk, dat niet nóg een concurrent voor de Franse taal wenste.